# Tetsuya Tanaka
Tetsuya Tanaka (jap. 田中 哲也, Tanaka Tetsuya; * 27. Juli 1971 in der Präfektur Nagasaki) ist ein ehemaliger japanischer Fußballspieler.

## Karriere
Tanaka erlernte das Fußballspielen in der Schulmannschaft der Kunimi High School. Seinen ersten Vertrag unterschrieb er 1990 bei Nippon Steel (Nippon Steel Yawata). 1992 wechselte er zum Erstligisten Sanfrecce Hiroshima. Für den Verein absolvierte er 15 Erstligaspiele. 1994 wurde er mit dem Verein Vizemeister der J1 League. 1995 wechselte er zum Zweitligisten Vissel Kobe. Für den Verein absolvierte er 15 Spiele. 1996 wechselte er zum Ligakonkurrenten Tosu Futures (heute: Sagan Tosu). Für den Verein absolvierte er 67 Spiele. Ende 1998 beendete er seine Karriere als Fußballspieler.

## Erfolge
Sanfrecce Hiroshima
- J1 League

Vizemeister: 1994